# Bromma, Motala kommun
Bromma var före 2015 en av SCB avgränsad och namnsatt småort i Motala kommun i Östergötlands län. Småorten upphörde 2015 när området växte samman med bebyggelsen i Motala.
Bromma ligger i Motala socken vid Varamobadet direkt nordväst om tätorten Motala.